# Masters de Canadá 2010
El 2010 Rogers Cup es un torneo de tenis masculino que se jugará del 9 de agosto al 15 de agosto de 2010 sobre pista dura. Es la edición número 121 del llamado Masters de Toronto. Toma lugar en Rexall Centre en Toronto, Canadá.

## Campeones

### Individuales masculinos
Andy Murray vence a  Roger Federer, 7–5, 7–5.

### Dobles masculinos
Bob Bryan /  Mike Bryan vencen a  Julien Benneteau /  Michaël Llodra, 7–5, 6–3.

### Individuales femeninos
Caroline Wozniacki vence a  Vera Zvonareva, 6–3, 6–2.

### Dobles femeninos
Gisela Dulko /  Flavia Pennetta vencen a  Květa Peschke /  Katarina Srebotnik, 7–5, 3–6, [12–10].
| Predecesor: Toronto 2009 | Masters de Toronto 2010 | Sucesor: Toronto 2011    |
| Predecesor: Madrid 2010  | ATP Masters Series 2010 | Sucesor: Cincinnati 2010 |